# 舒里峰
舒里峰（英語：Shewry Peak）是南極洲的山峰，位於帕默群島的昂韋爾島南部，海拔高度1,065米，在1944年由英國研究隊測量，該山峰現時由南極條約體系管理。